# Lipová (okres Děčín)
Lipová (dřívější názvy Hanšpach či Haňšpach, německy Hainspach) je obec v nejsevernější části České republiky, v Ústeckém kraji v okrese Děčín, v západní části Šluknovského výběžku. Žije v ní 564 obyvatel.

## Název
Nejstarší dochované písemné záznamy z 15. a 16. století zmiňují vesnici jako Hainspach. V 17. století převládal název „Hanspach“, od 30. let 18. století se používal opět „Hainspach“. Název pochází z mužského jména „Hain“ (tvar jmen „Hagin“ a „Hagen“) a německého slova „Bach“ (česky „potok“). Jméno vsi tak původně znamenalo „Hainův (Hagenův) potok“. Úřední český název byl roku 1854 stanoven na „Haňšpach“. Úřední název „Lipová“ se používá až od roku 1948.

## Historie
V pravěku bylo území Šluknovského výběžku neosídlené a existují jen ojedinělé nálezy pravěkých kamenných nástrojů. Z mladšího paleolitu pochází pazourkovité nástroje a několik kusů oštěpů nalezených ve Varnsdorfu v roce 1928. Podobné nástroje se našly i u obce Lipová.
První písemná zmínka pochází o vesnici z roku 1417 (též 1418), kdy je Lipová zmiňována jako léno pánů z Tolštejna. Roku 1566 pak vzniklo samostatné panství Lipová. Lipovský zámek patřil k jednomu z nejstarších panských sídel v kraji. Starý zámek (tvrz) byl postaven ve 14. století. V letech 1675–1677 nechal tehdejší majitel panství Slawata z Chlumu založit 10 ha velký zámecký rybník. Nový zámek byl vybudován v letech 1737–1739 z iniciativy hraběte Salm-Reifferscheida, zároveň byl starý zámek v té době přestavěn na pivovar. Roku 1750 došlo k povýšení obce císařským dekretem na městys a propůjčení znaku.
Josef Osvald I. Thun-Hohenstein (1817–1883), statkář a majitel panství Klášterec nad Ohří) vyženil Lipovou s Janou, starohraběnkou ze Salm-Reifferscheidtu jako její dědictví po bezdětném a svobodném bratrovi Františkovi.  Jeho potomci syn Josef Osvald II. a vnuk Josef Osvald III. zámek užívali jako letní sídlo až do roku 1924.
Až do roku 1938 byla Lipová sídlem okresního soudu s věznicí, jeho budova byla postavena roku 1893. Při sčítání lidu, provedeném dne 1. prosince 1930, měl soudní okres Haňšpach 25 039 obyvatel. V letech 1938 až 1945 bylo území obce v důsledku uzavření Mnichovské dohody přičleněno k nacistickému Německu. Po druhé světové válce byla většina Němců odsunuta do Německa a oblast dosídlena Čechy z českého vnitrozemí. Počet obyvatel Lipové se po roce 1945 skokově snížil z přibližně dvou a půl na jeden tisíc. Název obce byl změněn z Hanšpachu na Lipová.
První privatizace zpustlého zámku do rukou Kateřiny Ebelové byla neúspěšná. Druhá privatizace společností Via Tempora nova slibuje jeho postupnou rekonstrukci.

## Přírodní poměry
Z geomorfologického hlediska náleží Lipová ke Šluknovské pahorkatině. Nejvyšším bodem je Ječný vrch (503 m), následuje Liščí vrch (480 m) a Strážný vrch (475 m). Páteřním vodním tokem je Liščí potok.

## Obyvatelstvo
Lipová měla ke dni 1. ledna 2014 celkem 607 obyvatel s průměrným věkem 40,9 let (309 mužů s průměrným věkem 38,5 let a 298 žen s průměrným věkem 43,3 let). Nezaměstnanost k 1. červenci 2014 činila 4,6 %. Lipová má v okrese Děčín po Františkově nad Ploučnicí a Vilémově třetí největší rozdíl mezi průměrným věkem mužů a žen. Ženy byly v roce 2014 v průměru o 4,8 let starší než muži a v roce 2001 dokonce o 9,4 let. Nezaměstnanost v Lipové byla v okrese Děčín v roce 2014 jedna z nejnižších.
|                                                                                                | 1869  | 1880  | 1890  | 1900  | 1910  | 1921  | 1930  | 1950 | 1961  | 1970 | 1980 | 1991 | 2001 | 2011 | 2021 |
| ---------------------------------------------------------------------------------------------- | ----- | ----- | ----- | ----- | ----- | ----- | ----- | ---- | ----- | ---- | ---- | ---- | ---- | ---- | ---- |
| Obyvatelé                                                                                      | 2 660 | 2 830 | 2 907 | 3 021 | 3 091 | 2 597 | 2 664 | 931  | 1 002 | 965  | 613  | 625  | 646  | 667  | 636  |
| Domy                                                                                           | 343   | 390   | 374   | 399   | 410   | 415   | 419   | 369  | 228   | 206  | 142  | 142  | 164  | 247  | 244  |
| Tabulka zahrnuje údaje osady Ludvíkovičky a data z roku 1961 zahrnují domy místní části Liščí. |       |       |       |       |       |       |       |      |       |      |      |      |      |      |      |

| 2002 | 2003 | 2004 | 2005 | 2006 | 2007 | 2008 | 2009 | 2010 | 2011 | 2012 | 2013 | 2014 | 2015 | 2016 | 2017 |
| ---- | ---- | ---- | ---- | ---- | ---- | ---- | ---- | ---- | ---- | ---- | ---- | ---- | ---- | ---- | ---- |
| 16,2 | 19,5 | 15,0 | 18,5 | 17,5 | 12,4 | 6,4  | 15,0 | 18,8 | 22,6 | –    | –    | –    | 8,0  | 5,2  | 7,5  |
| 12,9 | 16,2 | 16,6 | 14,6 | 12,7 | 9,2  | 9,6  | 14,6 | 16,9 | 17,8 | –    | –    | 4,6  | 5,2  | 7,0  | 4,2  |

## Obecní správa

### Části obce
- Lipová
- Liščí

### Obecní symboly
Na červeném pozadí je vyobrazena spravedlnost – panna v bílém s převázanýma očima, držící v pravé ruce meč a v levé zlaté váhy.
Znak a vlajka byly obci uděleny rozhodnutím předsedy Poslanecké sněmovny Parlamentu České republiky dne 25. března 2005. Znak je upravenou variantou původního znaku obce. Oproti původnímu znaku má na taláru nově připevněnou sponu s motivem lipového listu v červené barvě na zeleném podkladu. Vlajka je vytvořena nově, plocha je úhlopříčně dělena na červenou a zelenou plochu, kde se do sebe prolínají dva lipové listy, vždy v obrácené barevnosti. Motiv lipového listu je odkazem na nový poválečný název obce – Lipová.

## Místopis a pamětihodnosti
Lipová leží v nadmořské výšce 361 metrů, rozkládá se mezi vrchy a protéká jí Liščí potok. Mezi nejvýznamnější památky obce patří nový zámek, od kterého vede lipová alej, jež původně směřovala až ke kapli ve Vilémově a byla vysázena roku 1726. Mezi významné památky obce patří dále kostel svatých Šimona a Judy, socha sv. Jana Nepomuckého, která byla rekonstruována a přenesena do parku u autobusové zastávky a socha sv. Josefa stojící naproti škole, která na svou rekonstrukci teprve čeká. V obci se nachází budova staré školy, která byla postavena u kostela na místě původní školy v roce 1873, a nová škola na křižovatce u radnice, která byla postavena v roce 1897.
- barokní zámek Lipová z let 1737–1739, který nahradil původní renesanční starý zámek (zaniklý)
- kostel svatých Šimona a Judy
- socha svatého Jana Nepomuckého
- socha svatého Josefa
- památník respicientu finanční stráže Oldřicha Novotného, který byl zastřelen střelou ze zálohy dne 4. března 1946 při ostraze hranic
- podstávkový dům, č. p. 424[14]
- Vlčí prameny, Zámecký a Sohlandský rybník
- hřbitovní kaple

### Památné stromy
- Lipové stromořadí – 99 památných stromů, stojí od zámku po hrázi Zámeckého rybníka přes křižovatku na Lobendavu a dál podél staré cesty na Vilémov až k bývalému koupališti; vysazeno v roce 1726[15]
- Borovice lesní v Lipové
- Dub letní v Lipové
- Lípa srdčitá u kostela v Lipové

## Současnost
V obci sídlí Společnost pro trvale udržitelný rozvoj Šluknovska v podsádkovém domě, který byl nákladnou rekonstrukcí v roce 2011 zachráněn, a v kterém nyní obec Lipová provozuje informační centrum. V obci se dále nachází domov důchodců, 1. stupeň základní školy, školka, dětský domov, samoobsluha a dvě restaurace. Významným zaměstnavatelem v Lipové je biofarma zaměřující se na chov skotu a továrna na kancelářské potřeby RON.
V současné době má obec dvě priority: dokončení kanalizace a záchranu nového zámku, který realizuje společnost VIA TEMPORA NOVA.
Kulturně sportovní život v obci: tradiční Lipovský jarmark a trh starých řemesel, Lipovský Dřevák, setkání rodáků, sportovní oddíl kopané a jiné kulturní aktivity.
Lipová byla vyhlášena českou vesnicí roku 2019. V 25. ročníku soutěže zvítězila mezi 206 obcemi z celé České republiky.

## Rodáci a osobnosti
- Zacharias Hoffmann (1678–1754), barokní stavitel
- Leopold Antonín ze Salm-Reifferscheidtu (1699–1769), majitel panství Lipová a zakladatel zámku
- Antonín Ludvík Frind (1823–1881), litoměřický biskup v letech 1879–1881
- František Ržiha (1831–1897), vynálezce, stavitel tunelů a železnic
- Arnaldo Cantani (1837–1893), lékař, italský profesor klinické medicíny[17]
- Wenzel Frind (1843–1932), pražský světící biskup v letech 1901–1917
- Václav Frind (1868 – po roce 1937), arciděkan v Horní Polici v letech 1908–1932
- Josef Franze (1879–1971), umělecký malíř
- Josef Pietschmann (1906–1950), římskokatolický kněz

## Galerie

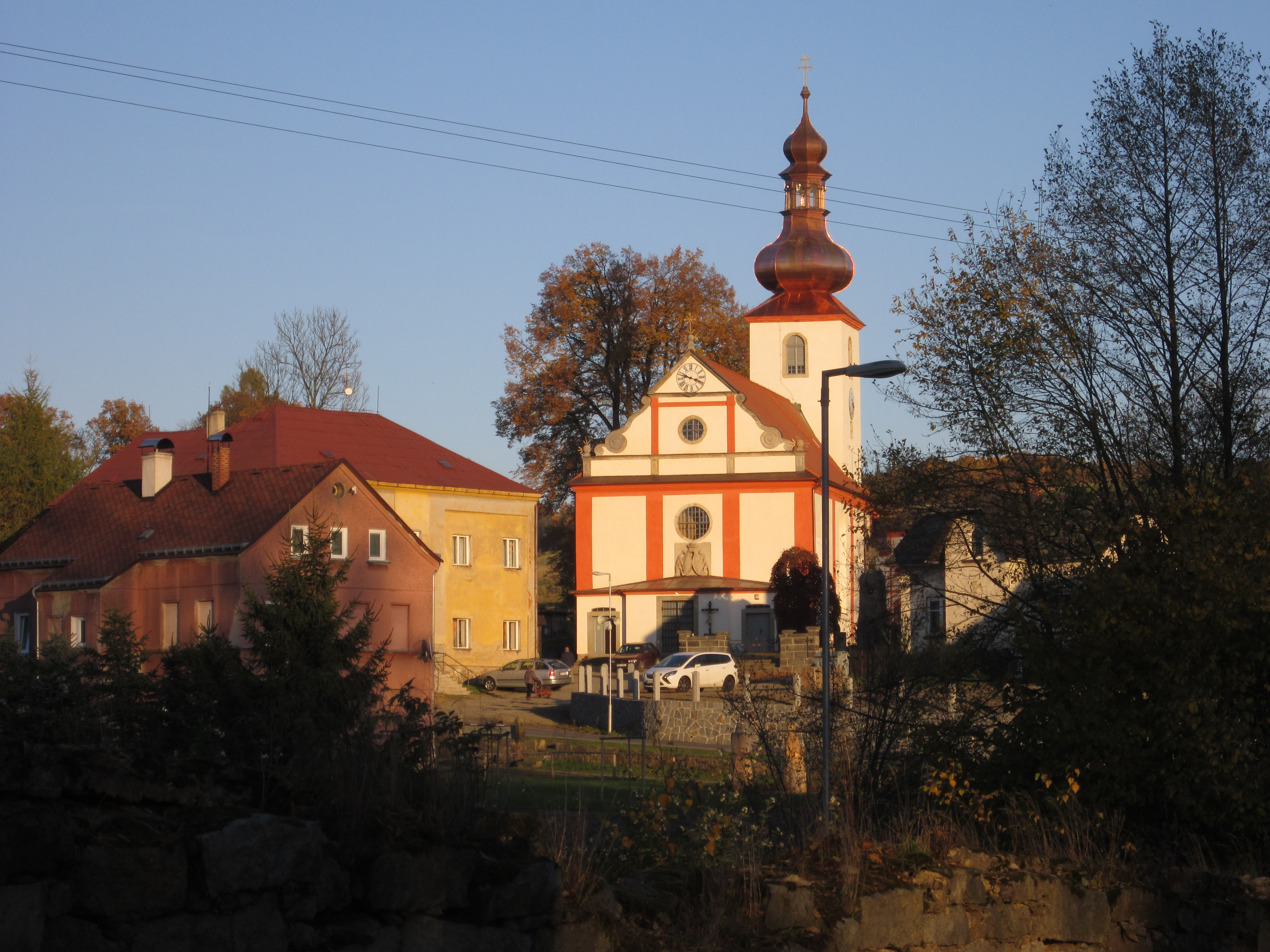
Kostel
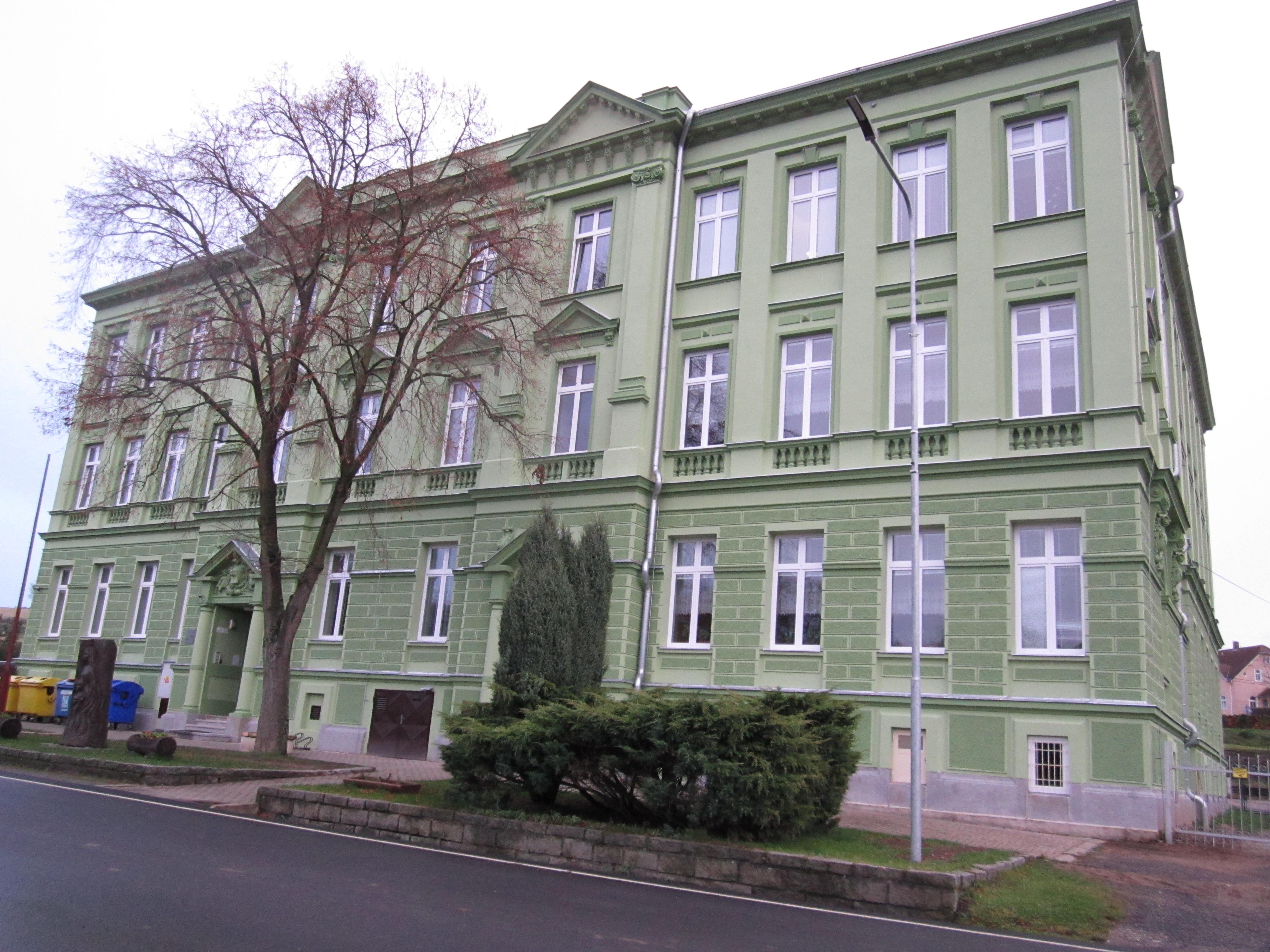
Škola
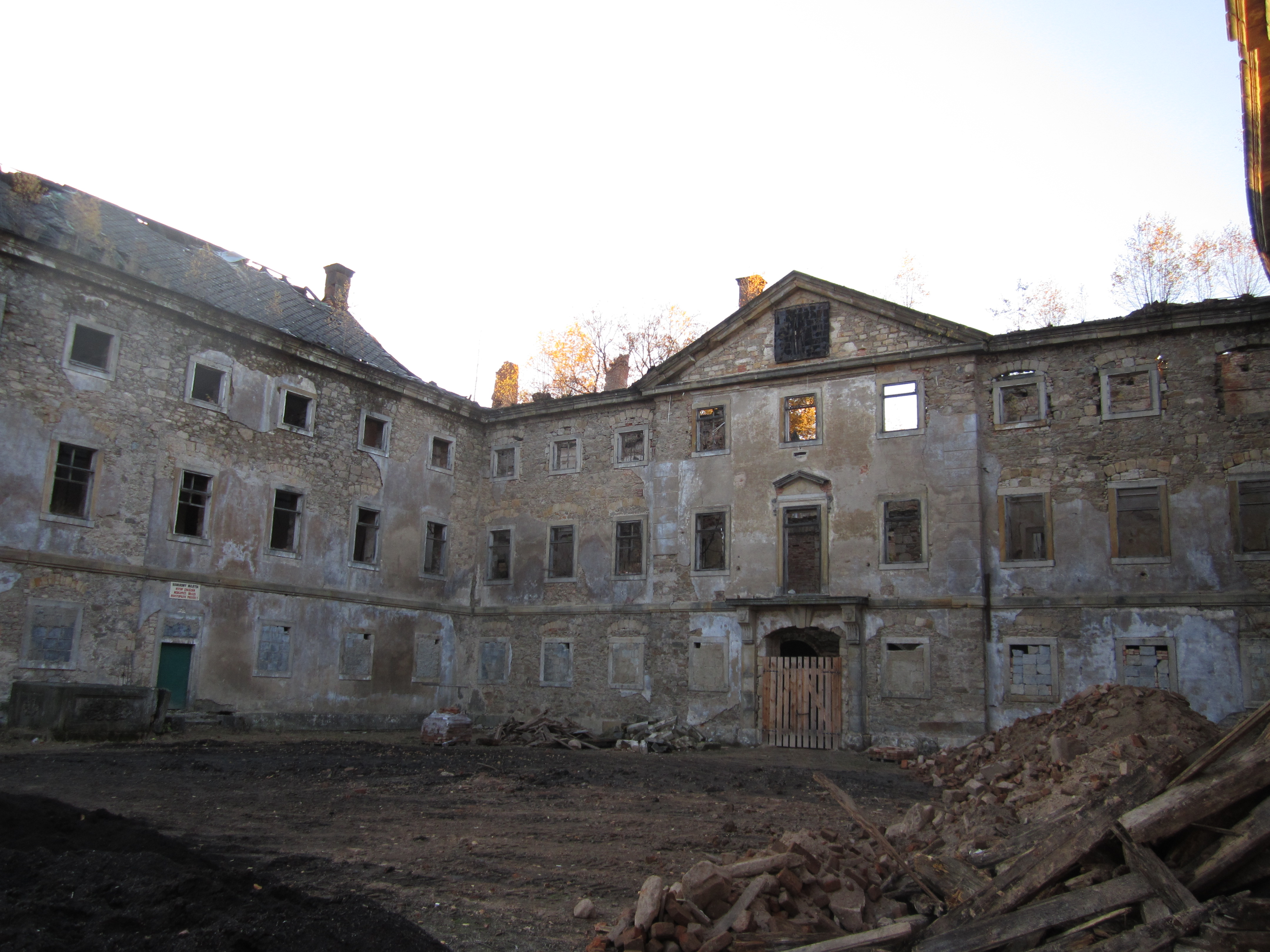
Zámek
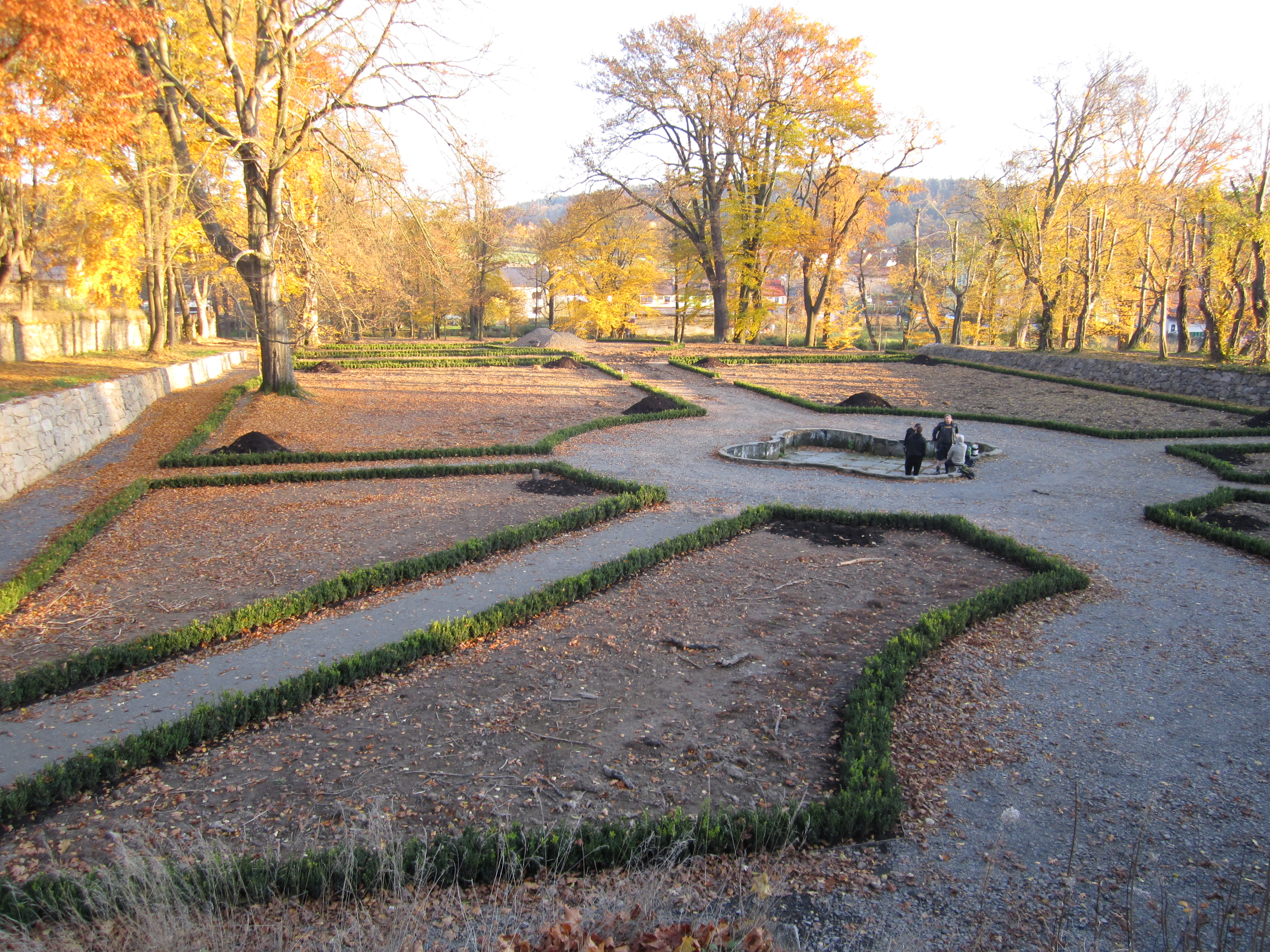
Zámecká zahrada
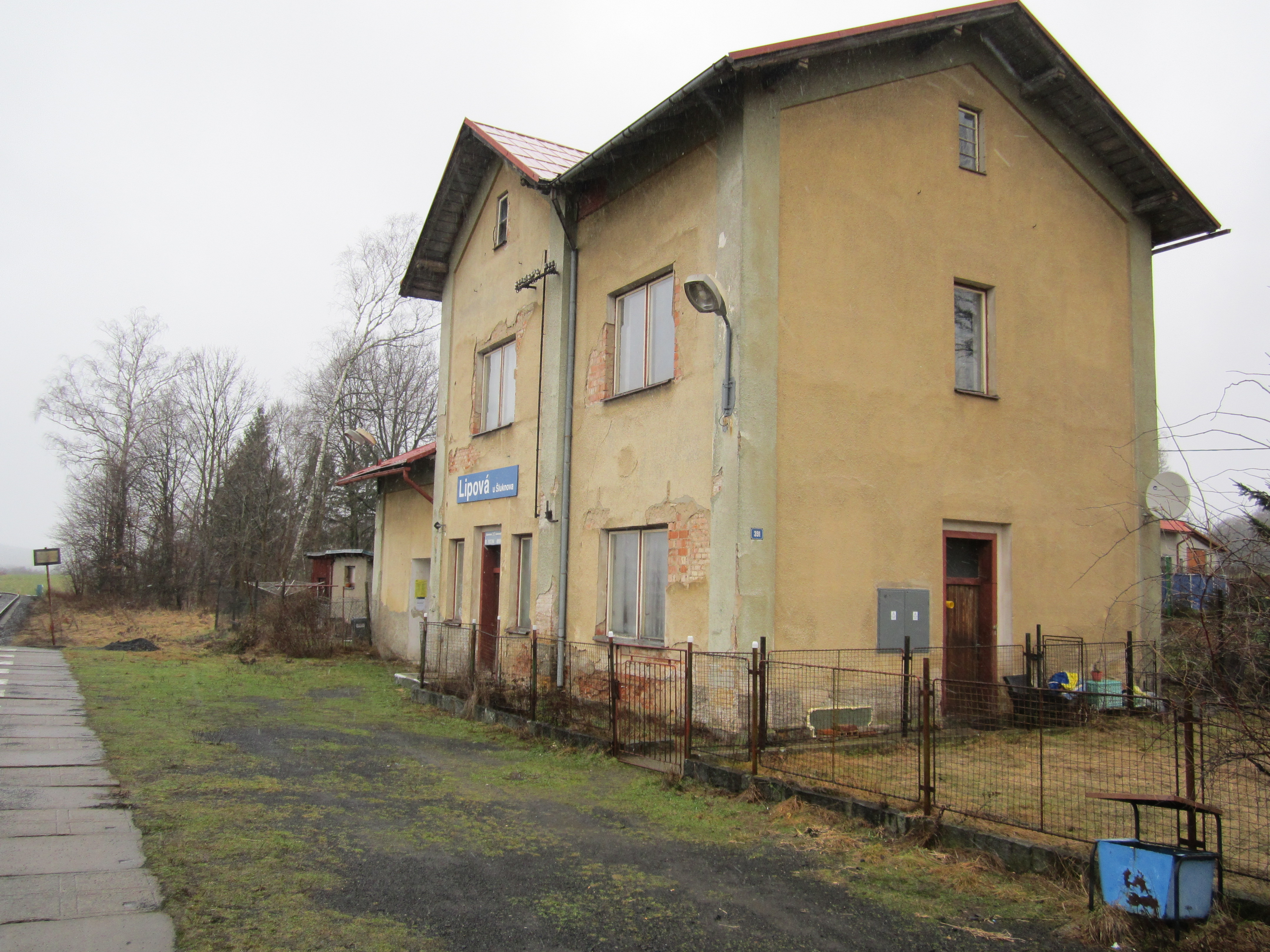
Železniční zastávka
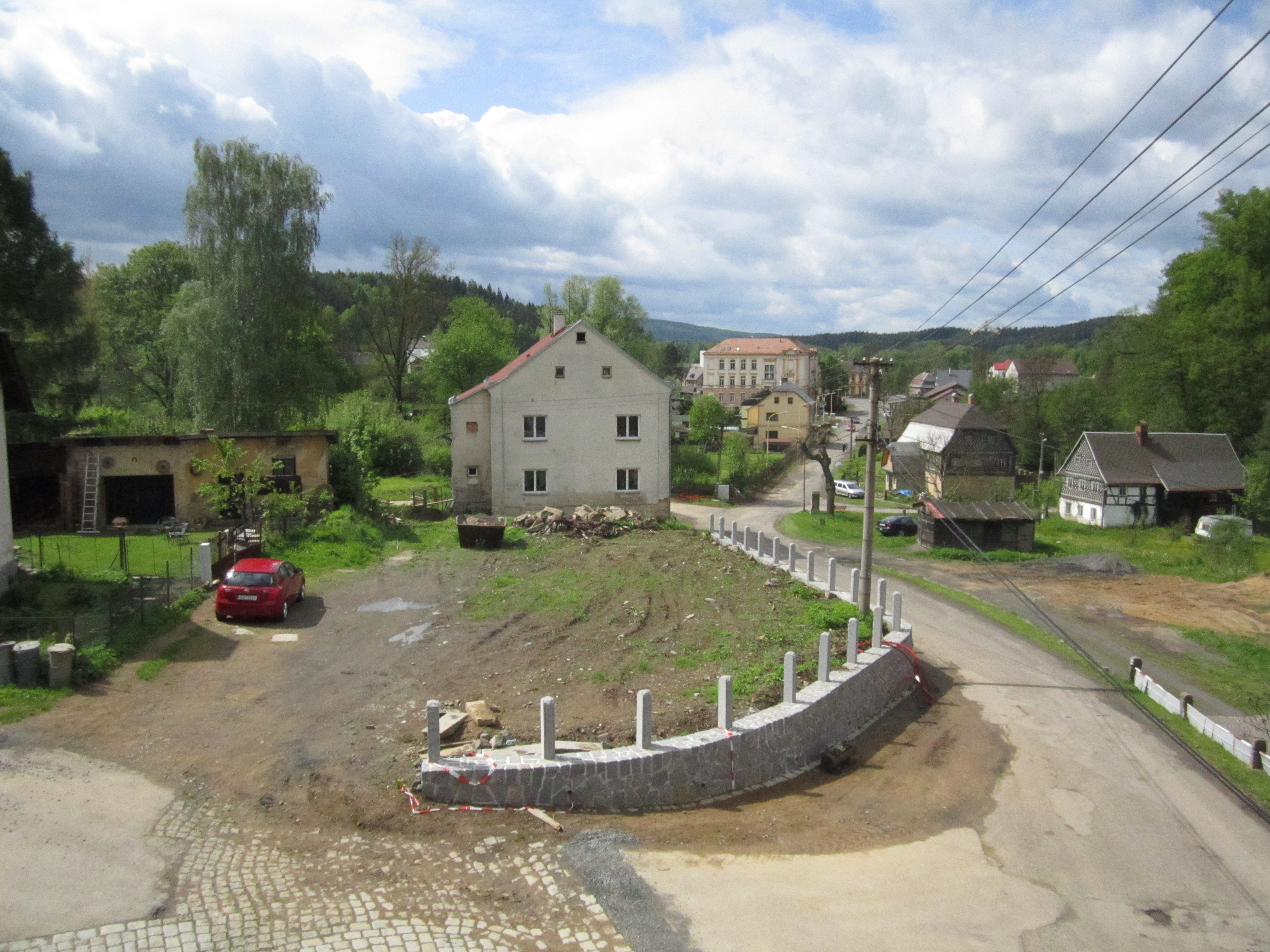
Pohled od staré školy
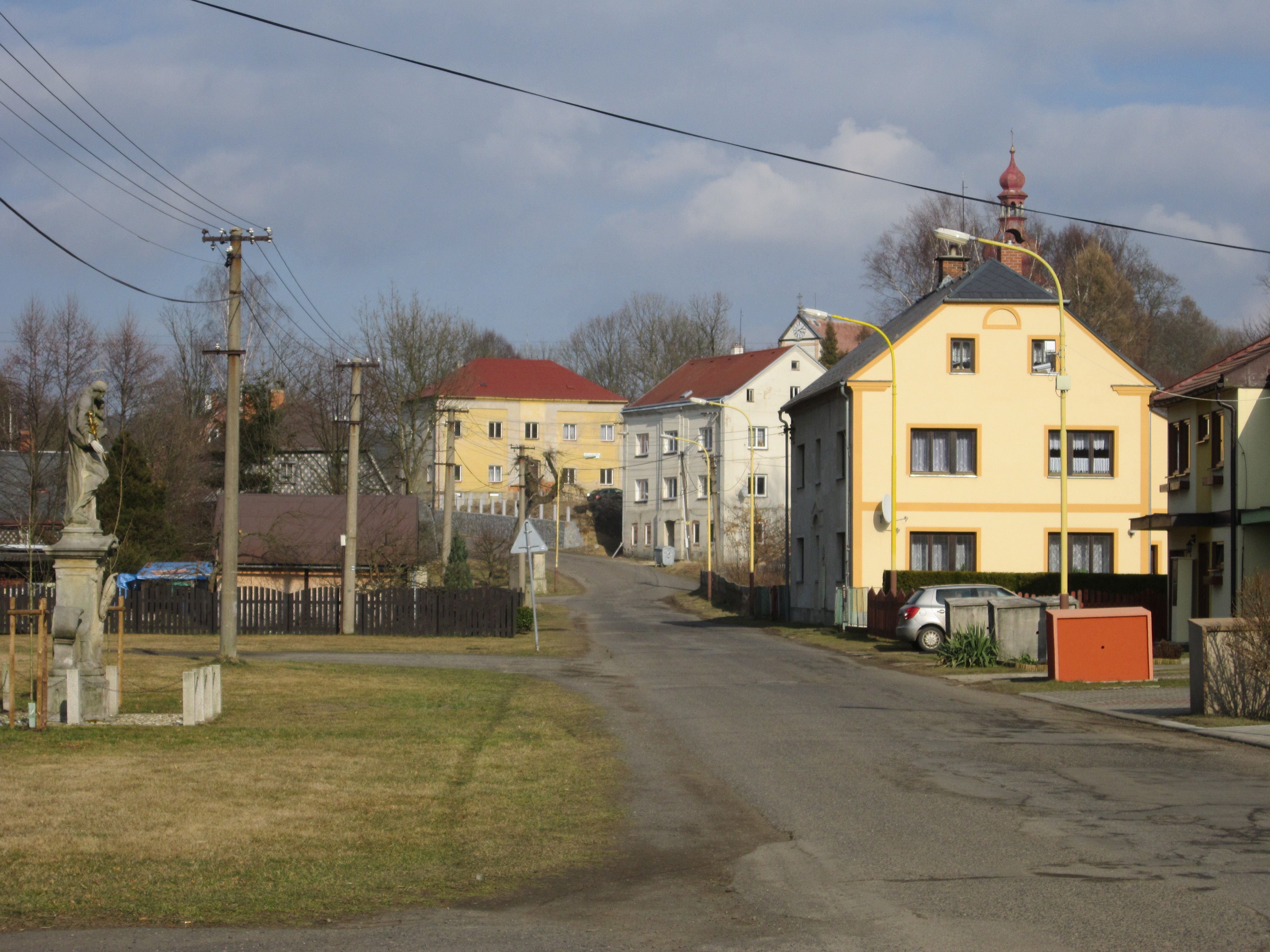
Centrum obce
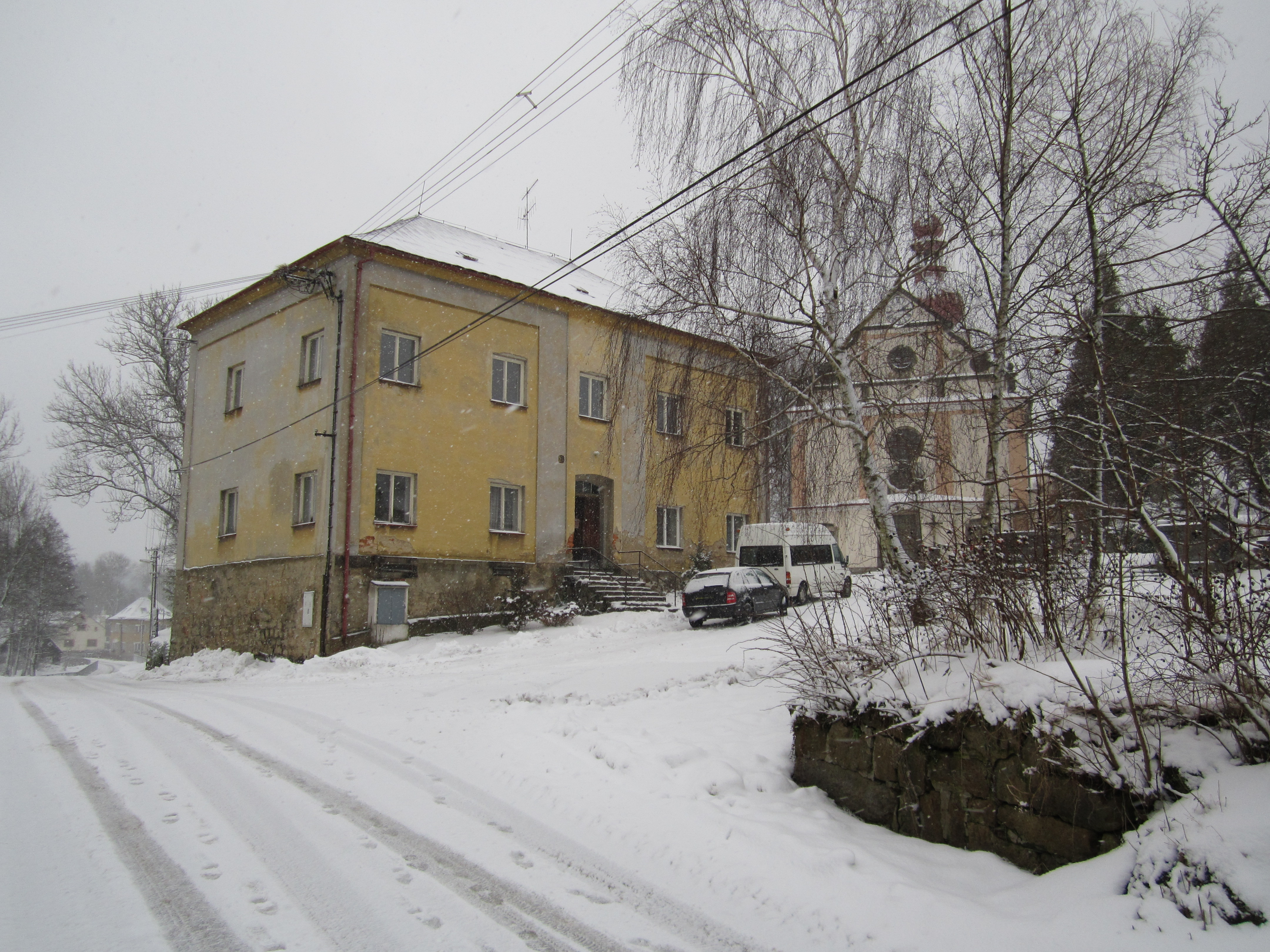
Stará škola z roku 1873 a kostel Šimona a Judy
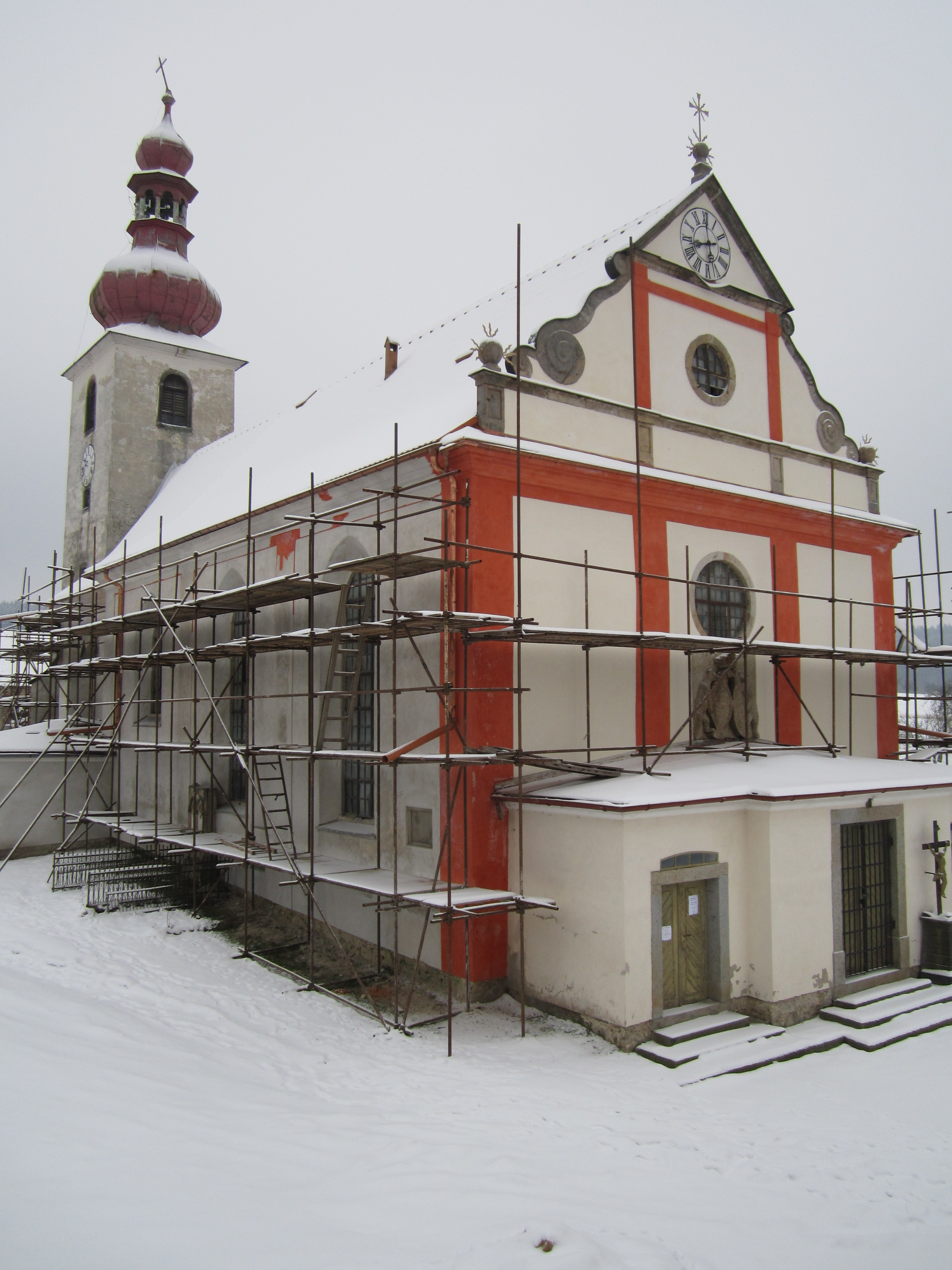
Kostel sv. Šimona a Judy
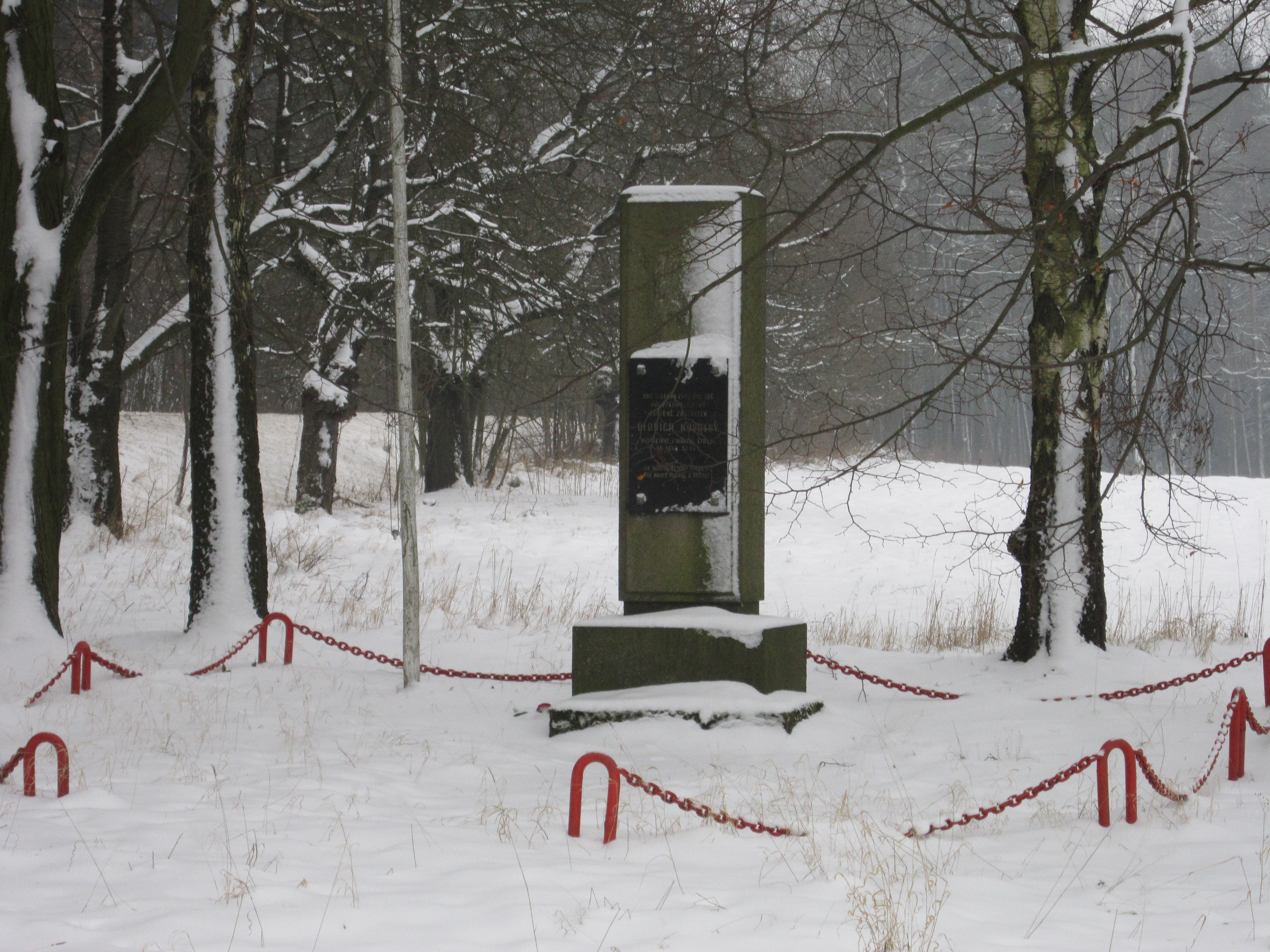
Pomník Oldřicha Novotného